# 680

## Събития
- Византийският император Константин IV Погонат напада заселилите се на север прабългари, но е победен в битката при Онгъла.
- На 10 октомври се състои битката при Кербала, белязала разделението на исляма на сунитски и шиитски клон.

## Починали
- Хюсеин ибн Али, трети имам на шиизма, внук на пророк Мохамед (р. 626 г.)
- Вамба, крал на вестготите